# Departamento de Asuntos Europeos del Gobierno de España
El Departamento de Asuntos Europeos es una Dirección General de la Presidencia del Gobierno que se encarga de gestionar las relaciones del gobierno de España con las instituciones comunitarias y con los gobiernos de los demás países europeos. 

## Funciones
Según el Real Decreto 890/2023 de 27 de noviembre publicado en el BOE, se encarga de asesorar al presidente del Gobierno en los asuntos relativos a la Unión Europea y las relaciones bilaterales con los países europeos.
También proporciona al presidente del Gobierno la información necesaria para ejercer su participación en el Consejo Europeo, llevando a cabo el análisis y seguimiento de los programas y acciones de la Unión Europea.

## Estructura
El Departamento se ubica en el Palacio de la Moncloa, cuenta con una Unidad de Coordinación, con rango de Subdirección General, y depende del Secretario General de Políticas Públicas, Asuntos Europeos y Prospectiva Estratégica, que es a su vez el sherpa de España en Europa.
Desde el 9 de enero de 2024 la directora general es la diplomática Maider Makua García. Su anterior titular fue Aurora Mejía. 